# رولاند کیکینگر
رولاند کیکینگر (انگلیسی: Roland Kickinger؛ زادهٔ ۳۰ مارس ۱۹۶۸) یک هنرپیشه اهل اتریش است. وی از سال ۱۹۹۷ میلادی تاکنون مشغول فعالیت بوده‌است. 
از فیلم‌ها یا برنامه‌های تلویزیونی که وی در آن نقش داشته است می‌توان به ۱۵ دقیقه، نابودگر: رستگاری، اسلحه مرگبار ۴، شجاعت و تیم نایت رایدر اشاره کرد.